# Innate Pharmaceuticals AB
Innate Pharmaceuticals AB, senare Creative Antibiotics AB, var ett svenskt läkemedelsföretag i Umeå som bedrev verksamhet 2000–2013. Företagets aktie var noterad på Aktietorget. 

## Historik
Innate Pharmaceuticals AB grundades 2000 med syftet att kommersialisera forskning kring antibiotika som bedrivits vid Umeå universitet och Karolinska institutet. Inriktningen var virulensblockerande antibiotika, som förhindra bakteriers sjukdomsframkallande förmåga utan att döda dem, vilket ansågs ha förutsättningar att minska risken för antibiotikaresistens. 2009 byttes namnet till Creative Antibiotics AB. 2013 likviderades företaget efter problem med att upprepa tidigare forskningsresultat och finansieringsproblem.
Grundaren Sune Rosell var verkställande direktör (VD) 2000–2009 och Ulf Boberg var VD 2009–2013.